# Витязь (ЗРК)

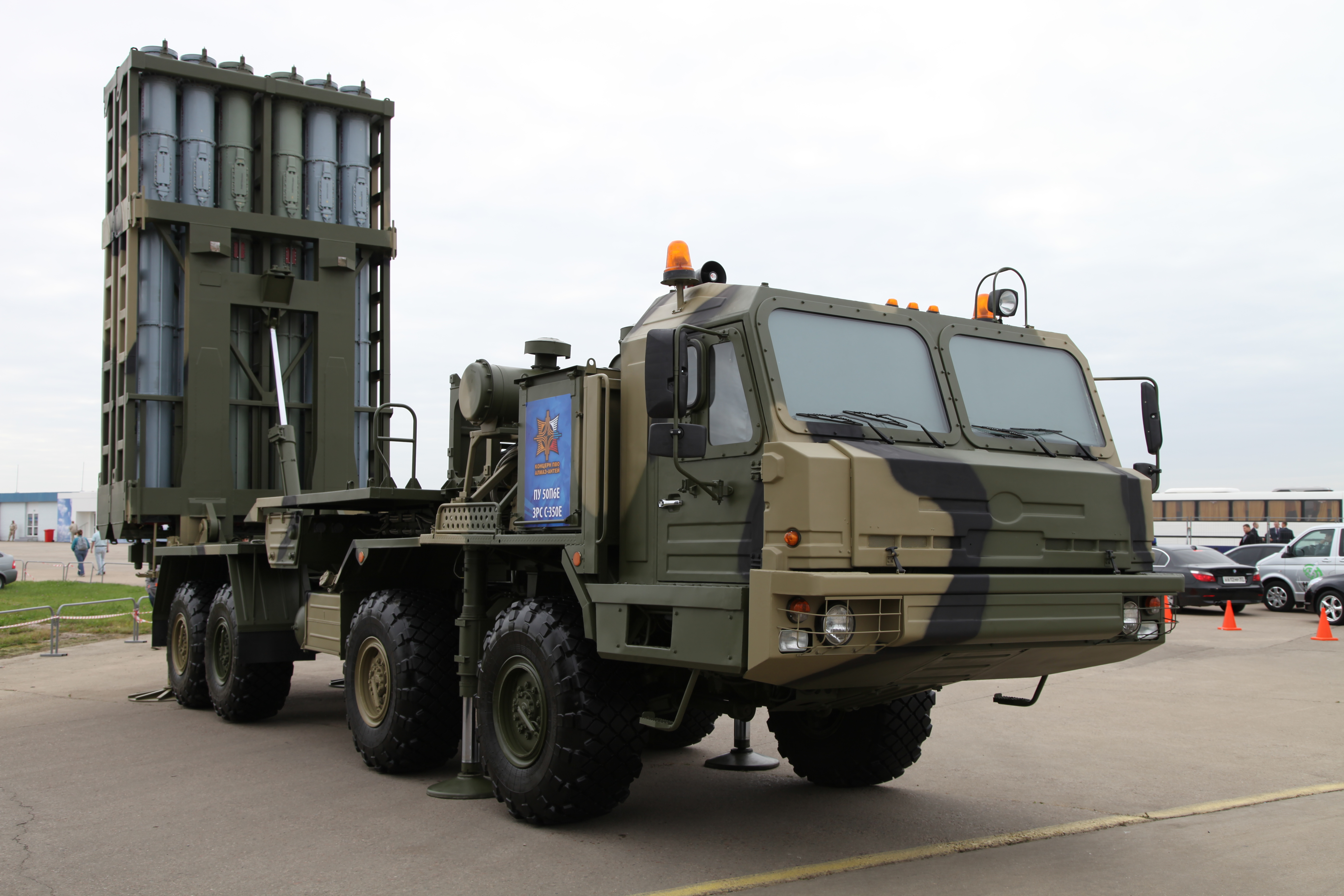
пускова С-350 «Витязь»

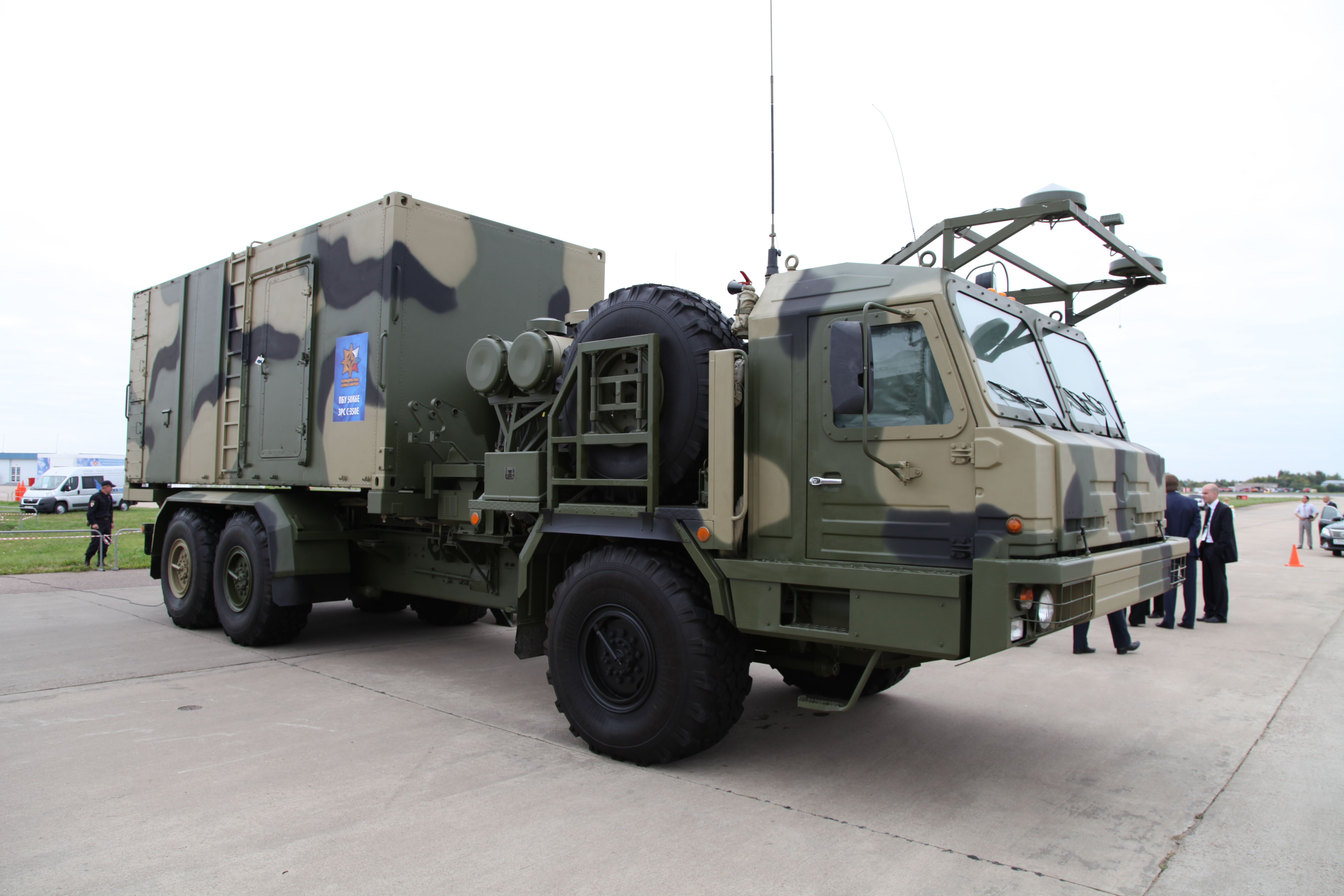
пункт бойового керування 50К6Е

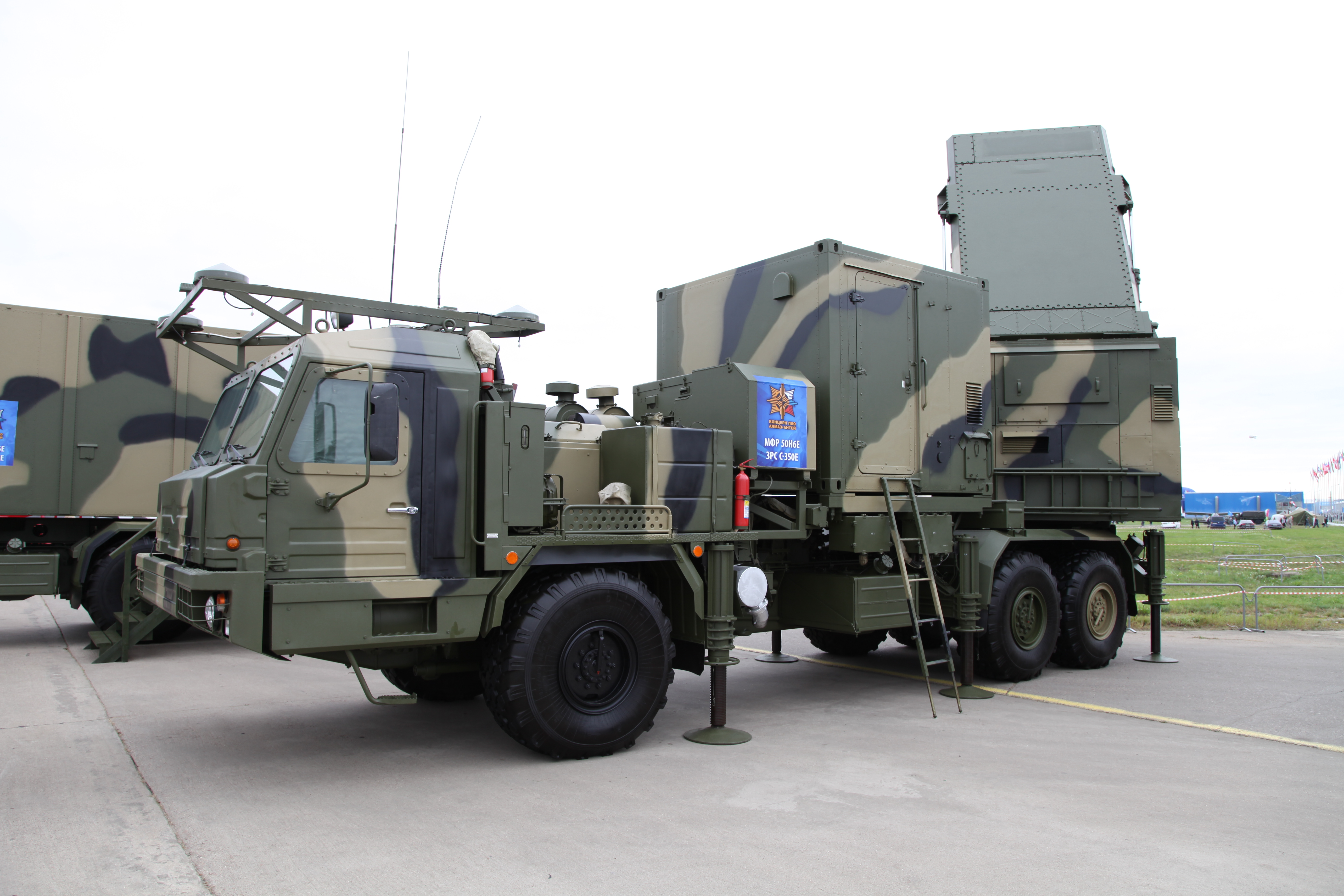
багатофункціональний радіолокатор 50Н6Е

С-350 «Витязь» — російський зенітний ракетний комплекс середньої дальності нового покоління. 
Планується, що «Витязь» в найближчі роки замінить С-300ПС і Бук-М1-2.

## Історія
ОКР за проектом ЗРК «Витязь» були відкриті в 2007 році, після демонстрації керівництву Міністерства оборони Російської Федерації (Міноборони Росії) діючого зразка ЗРК середньої дальності KM-SAM виготовленого для поставки в Південну Корею по виграному ГСКБ «Алмаз-Антей» міжнародного тендеру.
У 2011 році були проведені випробування ракет 9М100 і 9М96, обидва запуску були визнані невдалими через зрив АРГСН, в 2012 році конструкторське бюро «Алмаз-Антей» виробляло доведення і наземні випробування АРГСН.
У 2011 році виконаний етап створення робочої конструкторської документації, в 2012 рік був виготовлений дослідний зразок, а на 2013 рік заплановано завершення державних випробувань.
19 червня 2013 року ЗРК «Витязь» був публічно представлений в ході візиту президента Володимира Путіна в НВО «Алмаз» на Обухівський завод, де ведеться складання засобів комплексу.
27 червня 2013 року газета Известия повідомила про завершення розробки і початок випробувань перспективного ЗРК 50Р6 «Витязь».
У серпні 2013 року комплекс був представлений на авіасалоні МАКС-2013.
У початку 2014 року генеральний директор Північно-Західного регіонального центру Концерну ППО «Алмаз-Антей» повідомив, що державні випробування ЗРК С-350 «Витязь» завершаться наприкінці 2014 — початку 2015.
У травні 2014 року главою концерну ППО «Алмаз-Антей» заявлено про початок серійного виробництва комплексу в 2015 році.
У лютому 2020 року до 11-го навчального центру зенітних ракетних військ у Ленінградській області (Росія) направили перший комплект ЗРК С-350.
У червні під час підготовки до параду 2020 р була самохідна пускова установка 50П6А мобільного зенітної ракетної системи середньої дальності 50Р6..

## Склад ЗРК «Витязь»[3]
- Пункт бойового управління 50К6Е;

- Багатофункціональний радіолокатор 50Н6Е (до 2);

- Пускові установки 50П6Е (до 8 ) з 12 зенітними керованими ракетами середньої дальності 9М96Е2.

## Технічні характеристики[1][3]
Бойовий розрахунок: 3 людини. 
Пункт бойового управління 50К6Е 
- Загальна кількість супроводжуючих трас — 200.

- Максимальна відстань до пункту бойового управління сусідньої ЗРС С-350Е — 15 км.
- Максимальна відстань до вищого командного пункту — 30 км

Багатофункціональний радіолокатор 50Н6Е
- Максимальна кількість цілей які можливо супроводжувати в режимі трасового супроводження — 100,
- Максимальна кількість цілей які можливо супроводжувати в режимі точного автосупроводження — 8.
- Максимальна кількість зенітних управляючих ракет які можливо супроводжувати — 16.
- Швидкість обертання антени по азимуту — 40 об/хв.
- Максимальна відстань до пункту бойового управлення — 2 км

Пускові установки 50П6Е
- Кількість зенітних управляючих ракет на пусковій установці —12.
- Мінімальний інтервал між пусками зенітних управляючих ракет — 2 с
- Час заряджання/розряджання — 30 хв.
- Максимальна відстань до пункту бойового управління — 2 км

Максимальна кількість одночасно цілей які можуть уражати ракети запущені з «Витязь»: 
- аеродинамічних — 16,
- балістичних — 12.

Максимальна дальність ураження – 60 км, висота — 30 км. 
Максимальна кількість одночасно наведених зенітних управляючих ракет — 32 
Час розгортання системи в бойове положення — 5 хвилин

## Бойове застосування

### Російсько-українська війна
В листопаді 2021 року командувач військами Західного військового округу росії генерал армії Олександр Дворніков повідомив про плани у найближчий час розгорнути комплекс С-350 в тимчасово окупованому Криму.
В квітні 2022 року за даними Генерального штабу Збройних Сил України росіяни перекидають свої новітні зенітно-ракетні комплекси С-350 в Таганрог, щоб прикривати позиції своїх військ на Донбасі.
6 грудня 2023 року бійці 11-ої бригади Нацгвардії України знищили пускову установку російського ЗРК С-350 на Лівому березі Херсонщини за допомогою дрона-камікадзе.
10 лютого 2024 комплекс підірвався на російській міні на тимчасово окупованій території України.